# Aleksandr Muravjov
Aleksandr Nikolajevitj Muravjov (ryska: Александр Николаевич Муравьёв), född 21 oktober (gamla stilen: 10 oktober) 1792, död 30 december (gamla stilen: 18 december) 1863 i Moskva, var en rysk militär och ämbetsman. Han var son till Nikolaj Muravjov (1768–1840).
Muravjov invecklades som överste 1825 i dekabristupproret och förvisades till Sibirien, fick efter några år återvända, inträdde vid Krimkrigets utbrott 1853 åter i aktiv tjänst och befordrades under kriget till generalmajor. Han blev 1856 guvernör i Nizjnij Novgorod och sedermera generallöjtnant och senator samt var ivrigt verksam för livegenskapens avskaffande.